# Gita al faro
Gita al faro, tradotto anche come Al Faro, titolo che rispetta maggiormente l'originale To the Lighthouse, è un romanzo della scrittrice britannica Virginia Woolf, pubblicato nel 1927. 
Il romanzo è centrato sulla famiglia Ramsay e le loro visite all'isola di Skye in Scozia tra il 1910 e il 1920. Seguendo e ampliando la tradizione del romanzo modernista, la trama ha un'importanza secondaria rispetto all'introspezione psicologica dei personaggi. Esemplare per la tecnica di focalizzazione multipla, il romanzo contiene pochi dialoghi e quasi nessuna azione: la maggior parte del testo accoglie pensieri e osservazioni.
La vita della famiglia Ramsay, che vive in una casa estiva vicino alla costa rocciosa della Scozia, viene rappresentata in tre potenti momenti. Vi sono la materna Signora Ramsay, l'intellettuale Signor Ramsay, i loro otto figli e i loro ospiti assortiti. Partendo dalla banale posposizione della visita al vicino faro, Woolf indaga le tensioni e i ruoli che s'instaurano all'interno della famiglia, con le sue piccole gioie e le ordinarie frustrazioni e tragedie della vita quotidiana. Il romanzo esibisce le emozioni dell'infanzia ed evidenzia le relazioni tra adulti. I temi della perdita, della soggettività, la natura dell'arte e il problema della percezione sono argomenti fondamentali.
Virginia Woolf, in una lettera del 27 maggio 1927, confessò all'amico Roger Fry:

## Trama
(Virginia Woolf, 27 giugno 1925)
Il romanzo è diviso in tre parti.

### I. La finestra
Il romanzo si apre sulla vacanza estiva che la famiglia Ramsay sta compiendo sull'Isola di Skye, nelle Isole Ebridi. La signora Ramsay assicura a James che il giorno dopo andranno sicuramente al faro. Tale affermazione è bocciata dal signor Ramsay, il quale afferma che sarà impossibile andarci per via del maltempo. Tale opinione provocherà una certa tensione fra i coniugi Ramsay e anche fra il signor Ramsay e James. Questo incidente verrà ripreso successivamente, in alcune parti del capitolo, sottolineando il contrasto tra marito e moglie.
Ai Ramsay, in questa vacanza, si sono uniti vari amici e colleghi, fra cui la giovane Lily Briscoe, una pittrice che sta tentando di dipingere un ritratto della signora Ramsay, con il figlio piccolo (James) ai suoi piedi. Lily è piena di dubbi riguardanti la sua arte e la sua vita, dubbi alimentati anche dalle affermazioni di Charles Tansley, altro ospite dei Ramsay, il quale sostiene che le donne non siano capaci di dipingere né di scrivere. Tansley ammira profondamente il signor Ramsay e i trattati filosofici da lui scritti.
Il capitolo si chiude con la cena. Il signor Ramsay si acciglia quando Augustus Carmichael chiede una seconda porzione di minestra. La signora Ramsay invece vuole che la cena sia un successo, ma anche lei è sfortunata, perché Paul Rayley e Minta Doyle, due conoscenze che lei vorrebbe far fidanzare, arrivano in ritardo a cena perché Minta ha perso la spilla della nonna sulla spiaggia.

### II. Il tempo passa
Questo capitolo è usato dall'autrice per dare la sensazione del tempo che passa. Il compito di questa parte è quello di unire le due parti principali del romanzo. Durante questi anni l'Inghilterra ha combattuto la prima guerra mondiale e l'autrice ci informa di quello che è successo ad alcuni dei personaggi incontrati finora. La signora Ramsay è morta, la figlia Prue è morta di parto, Andrew (il figlio maggiore) è morto in guerra. Il signor Ramsay senza la moglie è alla deriva, senza più nessuno che lo conforti e ha profondi dubbi sul suo valore di uomo.

### III. Il faro
Nella parte finale del libro, alcuni dei membri della famiglia Ramsay tornano alla loro casa delle vacanze di dieci anni prima. Il signor Ramsay progetta la gita al faro con il figlio James e la figlia Camilla. Il viaggio per poco non si compie, a causa del maltempo, ma alla fine si parte. In viaggio, i ragazzi riservano un trattamento molto freddo e silenzioso al padre. James governa la barca con molta tranquillità e invece di ascoltare le parole dure che si aspettava dal padre, ne riceve un elogio, che dà vita ad un raro momento di empatia fra i due. Anche l'atteggiamento di Camilla nei confronti del padre è cambiato in modo positivo. Non partecipano alla gita il poeta Carmichael e la pittrice Lily Briscoe, la quale finalmente riesce a completare il quadro iniziato anni prima. Il libro finisce con l'immagine di Lily che disegna l'ultima linea verticale sulla sua tela.

## Genesi del romanzo
A proposito del romanzo la Woolf scrive nei suoi diari:
Sempre sulla valenza di elaborazione del lutto da parte della scrittura, il 28 novembre del 1928 annota nel diario:
In particolare, riferendosi alla seconda parte del romanzo, afferma: "Il più difficile e astratto brano di scrittura che abbia mai tentato".
La sorella Vanessa, dopo aver letto il romanzo, scrive a Virginia l'11 maggio 1927:

## Collocazione geografica
Leslie Stephen, padre della scrittrice e probabile modello per il personaggio del signor Ramsay, iniziò ad affittare come casa delle vacanze Talland House a St Ives (Cornovaglia) nel 1882, subito dopo la nascita della scrittrice. I luoghi descritti dalla Woolf all'interno del romanzo sono basati su quelli nei dintorni di Talland House. Molte delle caratteristiche della baia di St. Ives sono state trasposte all'interno del romanzo, tra cui il vicino faro di Godrevy Island. 
 Nel romanzo però i Ramsay ritornano alla loro casa delle vacanze dopo la guerra, invece la famiglia della scrittrice in quel periodo non aveva più questa casa per le vacanze. Comunque, dopo la guerra, Virginia insieme alla sorella Vanessa visiterà Talland House e ripeterà tale viaggio, da sola, molto tempo dopo la morte dei genitori.

## Edizioni italiane
- Gita al faro, trad. di Giulia Celenza, Prefazione di Emilio Cecchi, Collana Scrittori Stranieri Moderni, Milano, Fratelli Treves, 1934, XI, pp.288; Collana Amena, Milano, Garzanti, 1948; Collana I Garzanti n.343, 1954; profilo storico e cura di Attilio Bertolucci, Collana I grandi libri n.88, Garzanti, 1974, pp.XX-226; Milano, Mondadori, 1989; in Romanzi e altro, a cura di Sergio Perosa, Collana I Meridiani, Milano, Mondadori, 1978; Intra, 2022, ISBN 979-12-599-1401-9; Collana Gli archetti, Rimini, Libri dell'Arco, 2022, ISBN 979-12-806-2538-0.
- Al faro, traduzione di Nadia Fusini, Collana UEF. I Classici n.2012, Milano, Feltrinelli, 1992,  p. 213, ISBN 88-07-82012-9. - I trad. riveduta, in Romanzi, Collana I Meridiani, Mondadori, 1998; II ed. nuovamente riveduta, Feltrinelli, 2012.
- Gita al faro, trad. di Lucia Cucciarelli, a cura di Luisa Spencer, con confronti con Sibilla Aleramo e Natalia Ginzburg, Bologna, Thema, 1993.
- Gita al faro, traduzione di Anna Laura Malagò, introduzione di Armanda Guiducci, Biblioteca Economica Newton, Roma, Newton Compton Editori, 1993,  p. 187, ISBN 978-88-541-2045-7.
- Al faro, trad. e cura di Anna Luisa Zazo, Collana Oscar Classici moderni n.82, Milano, Mondadori, 1994; La Biblioteca di Repubblica, Roma, L'Espresso-La Repubblica, 2002.
- Gita al faro, traduzione di Luciana Bianciardi, Collana Superclassici, Milano, BUR, febbraio 1995, ISBN 88-17-15205-6. - Introduzione di Viola Papetti, Collana Grandi classici, BUR-Rizzoli, 2007, ISBN 978-88-170-1094-8.
- Gita al faro, trad. di Luce De Marinis, Collana Tascabili n.68, Milano, Baldini Castoldi Dalai, 2012, ISBN 978-88-6620-327-8.
- Gita al faro, traduzione di Anna Nadotti, Introduzione di Hisham Matar, Collana ET Classici, Torino, Einaudi, 2014, ISBN 978-88-06-22448-6.
- Gita al faro, traduzione di e Introduzione di Paola Artioli, Collana Grande Biblioteca, Santarcangelo di Romagna, Rusconi, 2017, ISBN 978-88-180-3155-3. - Collana I Classici, Foschi, 2017.
- Gita al faro, traduzione di Elisabetta Ciocca, Collana Young, Roma, Curcio, 2023, ISBN 978-88-686-8641-3.